# قدرة التحمل (هندسة)

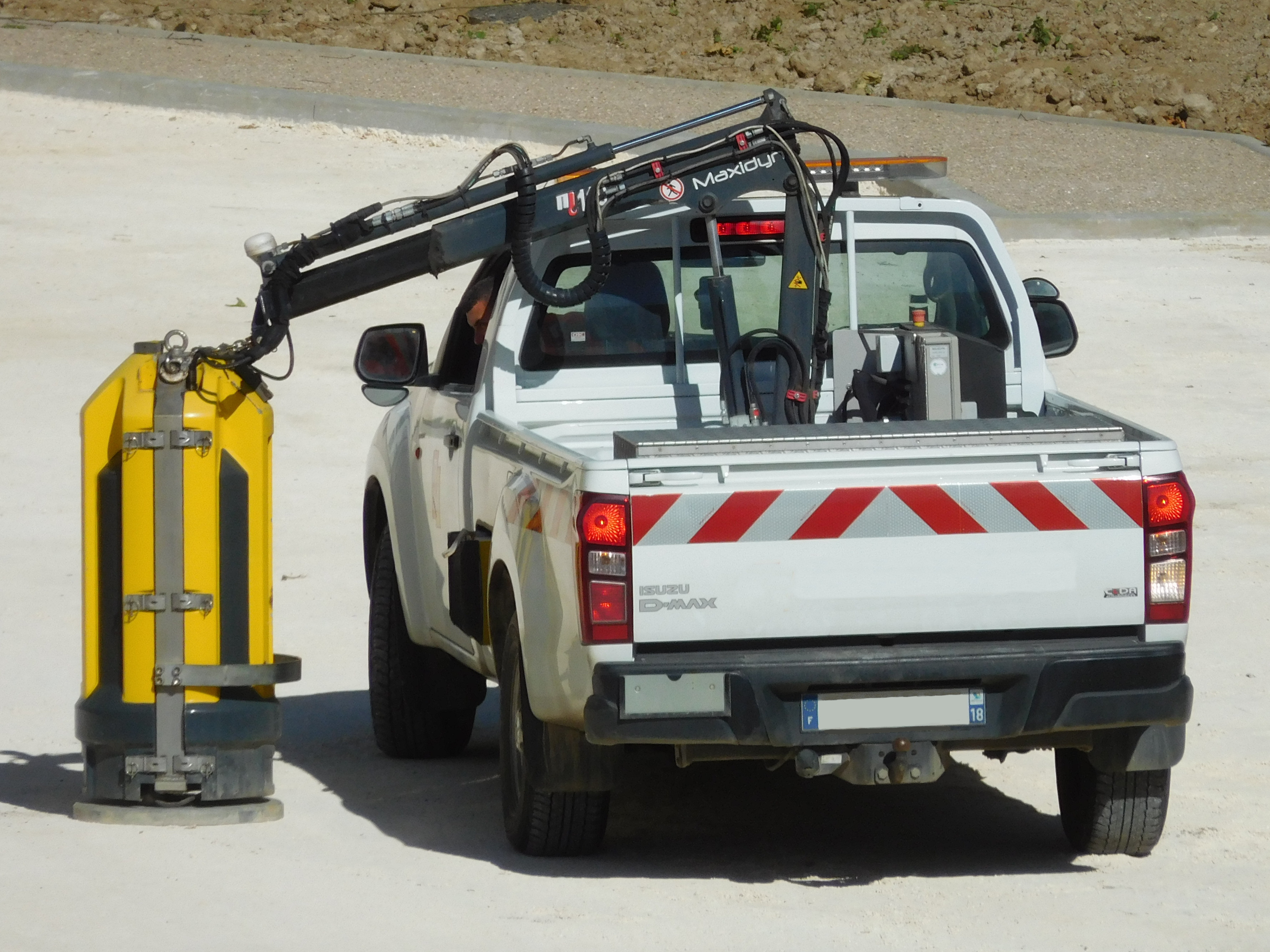
قبل تطبيق الأسفلت، قياس رفع التربة، اختبار مع دينامومبلاك ماكسيدينا (المعيار NF P 94-117-2، أكتوبر 2004)

في الهندسة الجيوتقنية، قدرة التحمل (بالإنجليزية: Bearing capacity)، هي قدرة التربة على دعم الأحمال المطبقة على الأرض. قدرة التحمل للتربة هي الحد الأقصى لمتوسط ضغط التلامس بين الأساس والتربة والتي يجب ألا تؤدي إلى القص في التربة. قدرة التحمل القصوى هي أقصى ضغط نظري يمكن دعمه بدون عطل. قدرة التحمل المسموح بها هي قدرة التحمل القصوى مقسومة على عامل الأمان. في بعض الأحيان في مواقع التربة اللينة قد تحدث مستوطنات كبيرة تحت الأساسات المحملة دون حدوث قص حقيقي؛ في مثل هذه الحالات تعتمد قدرة التحمل المسموح بها على الحد الأقصى المسموح به للتسوية.
هناك ثلاثة أنماط من الفشل تحد من قدرة التحمل: فشل القص العام، وفشل القص المحلي، وفشل قص الثقبي. ذلك يعتمد على قوة القص للتربة وكذلك الشكل والحجم والعمق ونوع الأساس.